# Samfundet De Nios Astrid Lindgren-Preis
Samfundet De Nios Astrid Lindgren-Preis ist ein schwedischer Literaturpreis für Forscher und Schriftsteller für Kinder- und Jugendliteratur. Der Preis wurde zu Astrid Lindgrens neunzigstem Geburtstag gestiftet. Er wird seit 1997 unregelmäßig von der Samfundet De Nio verliehen und ist derzeit (2019) mit 200.000 schwedischen Kronen dotiert.

## Preisträger
- 1997 – Vivi Edström
- 1999 – Lars Furuland
- 2000 – Örjan Lindberger
- 2002 – Margareta Strömstedt
- 2004 – Barbro Lindgren
- 2006 – Svenska barnboksinstitutet
- 2007 – Boel Westin
- 2019 – Sonja Svensson